# Chris Wright (basket-ball, 1988)
Pour les articles homonymes, voir Chris Wright et Wright.
Cet article concerne le basketteur américain jouant comme ailier et né en 1988. Pour le basketteur américain jouant comme meneur de jeu et né en 1989, voir Chris Wright (basket-ball, 1989).
Chris Wright, né le 30 septembre 1988 à Trotwood, dans l'Ohio, est un joueur américain de basket-ball. Il évolue au poste d'ailier.

## Biographie
Lors de la saison 2013-2014, Wright évolue en D-League avec les Red Claws du Maine. Il est nommé dans la deuxième meilleure équipe de la D-League et dans la deuxième meilleure équipe défensive.
En octobre 2014, Wright quitte les États-Unis et rejoint le Turów Zgorzelec, champion de Pologne en titre.